# Sibylle Keupen
Sibylle Keupen (Mayen, 14 marzo 1963) è una politica tedesca, sindaca di Aquisgrana dal 1º novembre 2020.